# Josip Nagy
Josip Nagy (Pag, 10. veljače 1884. – Zagreb, 28. siječnja 1981.), hrvatski povjesničar.

## Životopis
Osnovno školstvo Josip Nagy stiče u Pagu i Zadru, a maturira u Splitu. Studij slavistike i povijesti upisao je u Grazu a potom prešao između 1902. i 1903. u Beču, gdje je 1906. doktorirao tezom o F. M. Appendiniju kao povjesničaru i filologu pod mentorstvom Vatroslava Jagića i Konstantina Josefa Jirečeka. Od 1907. bio je zaposlen pri dalmatinskom namjesništvu u Zadru, a zatim pri ministarstvu financija u Beču. Godine 1909. položio je ispit za državnu arhivsku službu, a između 1911 i 1912. pohađao je École des chartes i École libre des sciences politiques u Parizu, završivši visoku školu političkih znanosti i paleografsko-arhivsku školu. Između 1924. i 1925. Nagy drži nastavu kao pozvani predavač na Katedri za pomoćne povijesne znanosti Filozofskog fakulteta u Zagrebu a iste objavljuje prvi hrvatski stručni paleografski priručnik. Od 1919. do 1927. radio je kao kraljevski vladin tajnik u Državnom arhivu u Zagrebu, a do 1947. kao profesor diplomatske povijesti na Ekonomsko-komercijalnoj visokoj školi u Zagrebu. Bavio se pomoćnim povijesnim znanostima, naročito arhivistikom, paleografijom te diplomatikom.

## Važnija djela
Nacrt latinske paleografije (1925) 
Monumenta diplomatica: isprave iz doba hrvatske narodne dinastije (1925)
Prva utanačenja izmedju bosanskih banova i Dubrovnika (1931)
Sveti Krševan, njegova crkva i samostan u Zadru (1932)
Josip Bersa (1933)

## Nagrade
Josip Nagy dobio je 1980. godine nagradu za životno djelo.